# Криворучко, Светлана Владимировна
Светлана Владимировна Криворучко (род. 21 ноября 1975, Полтава) — украинская журналистка. Директор телекомпаний «Киев» и БТБ. Заслуженный журналист Украины (2008).

## Биография
Родилась 21 ноября 1975 в г. Полтава.
В 1998 году окончила Институт журналистики Киевского университета имени Т. Г. Шевченко. Кандидат филологических наук.
1995—1996: руководитель редакции газеты «City» (АО "Компания «Недвижимость»).
1996—1998: редактор программы «Хроника дня» (Украинская независимая ТВ-корпорация).
С 1998 года работала ведущим специалистом пресс-службы КГГА, в 2001 году стала руководителем её подразделения.
В июле 2001 года возглавила проект ГП НПО «Поверхность».
2007—2010: директор информационно-публицистического вещания ТРК «Киев».
С 20 декабря 2010 года — и. о. директора ТРК «Киев».
14 февраля 2012 года назначена директором ООО «Банковское телевидение».

## Награды
- Заслуженный журналист Украины (2008)[1].